# Hollywood/Western (métro de Los Angeles)
Hollywood/Western est une station du métro de Los Angeles desservie par les rames de la ligne B et située à East Hollywood, quartier de Los Angeles, en Californie.

## Localisation
Station souterraine du métro de Los Angeles, Hollywood/Western est située sur la ligne B près de l'intersection de Hollywood Boulevard et de Western Avenue dans le quartier d'East Hollywood au nord-ouest du centre-ville de Los Angeles. Plus précisément, elle dessert les secteurs de Thai Town et de Little Armenia.

## Histoire
Hollywood/Western est mise en service le 12 juin 1999.

## Service

### Accueil

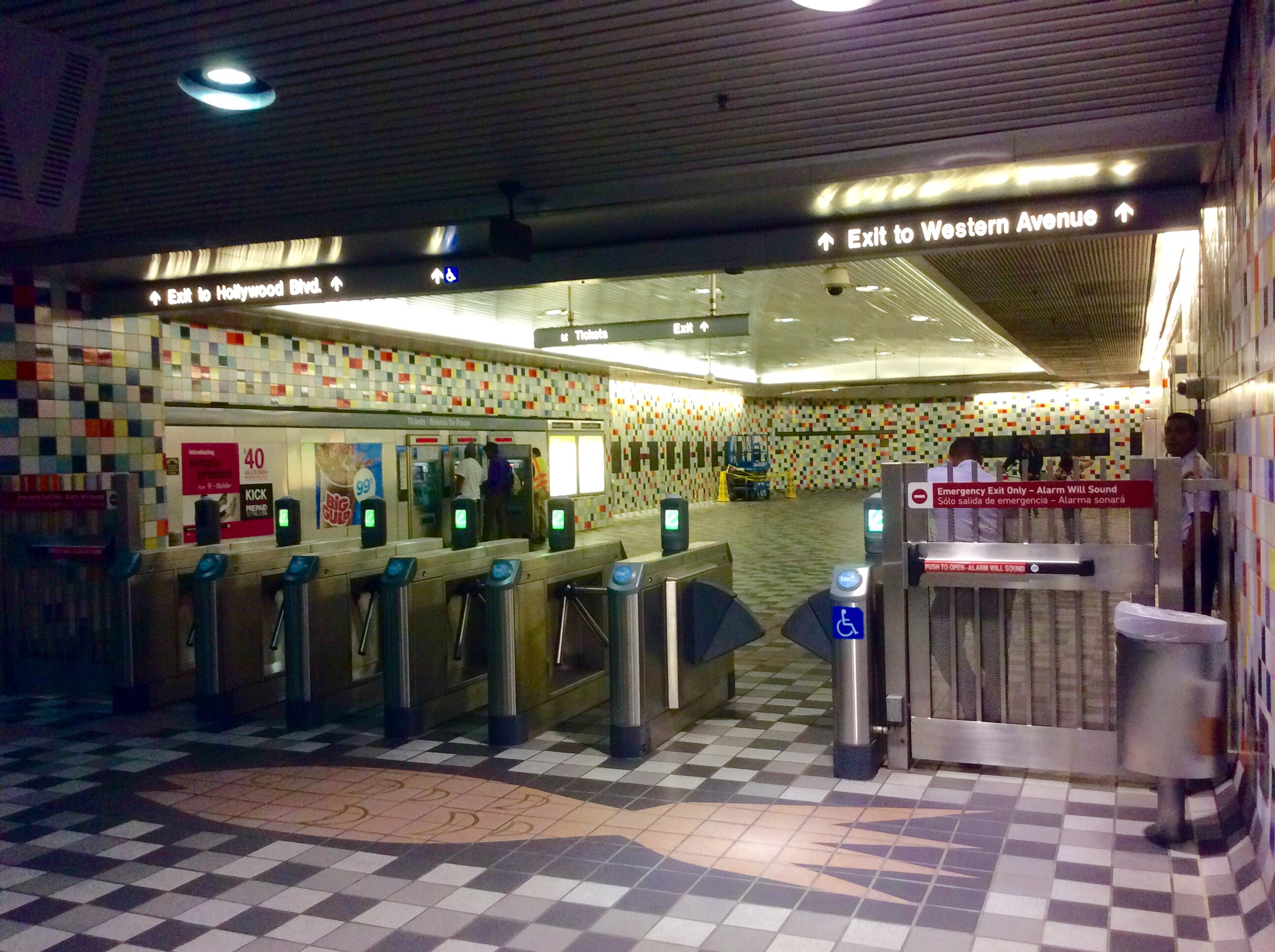
Tourniquets.
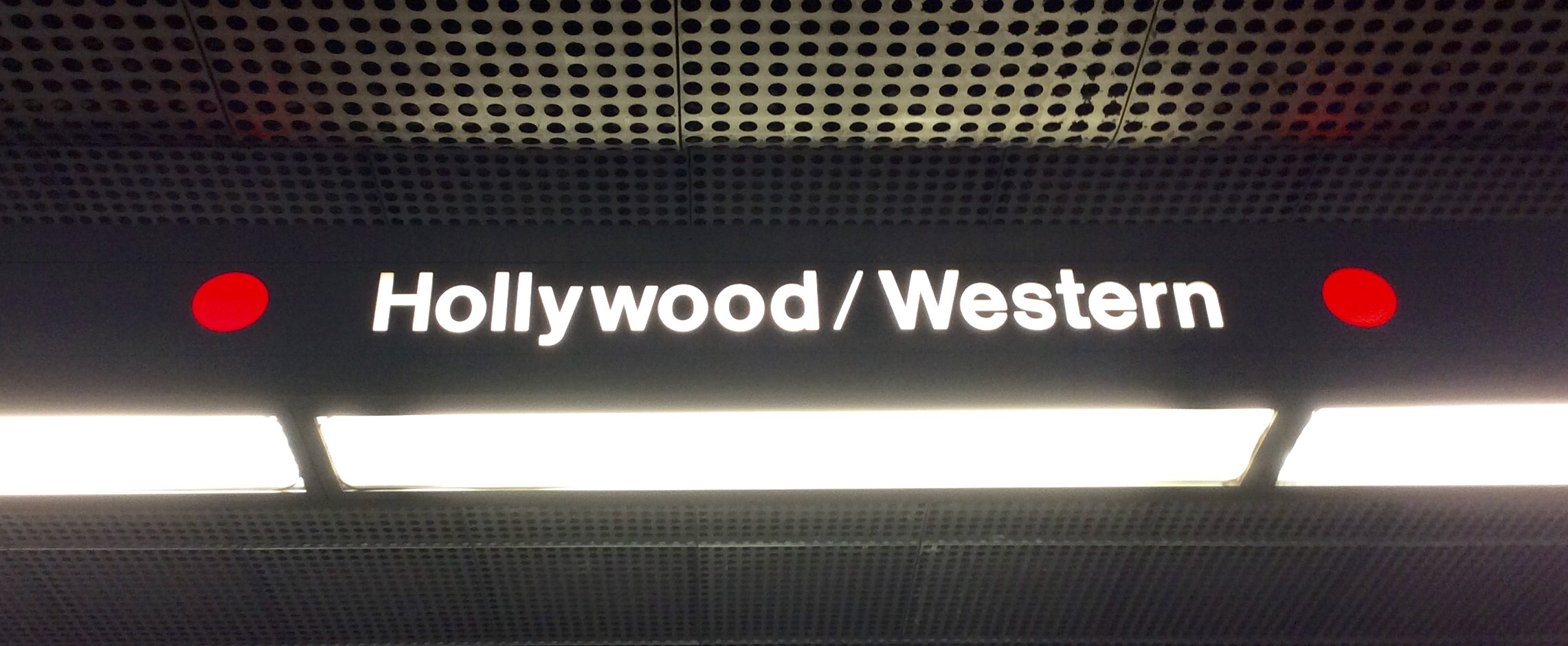
Signalétique.
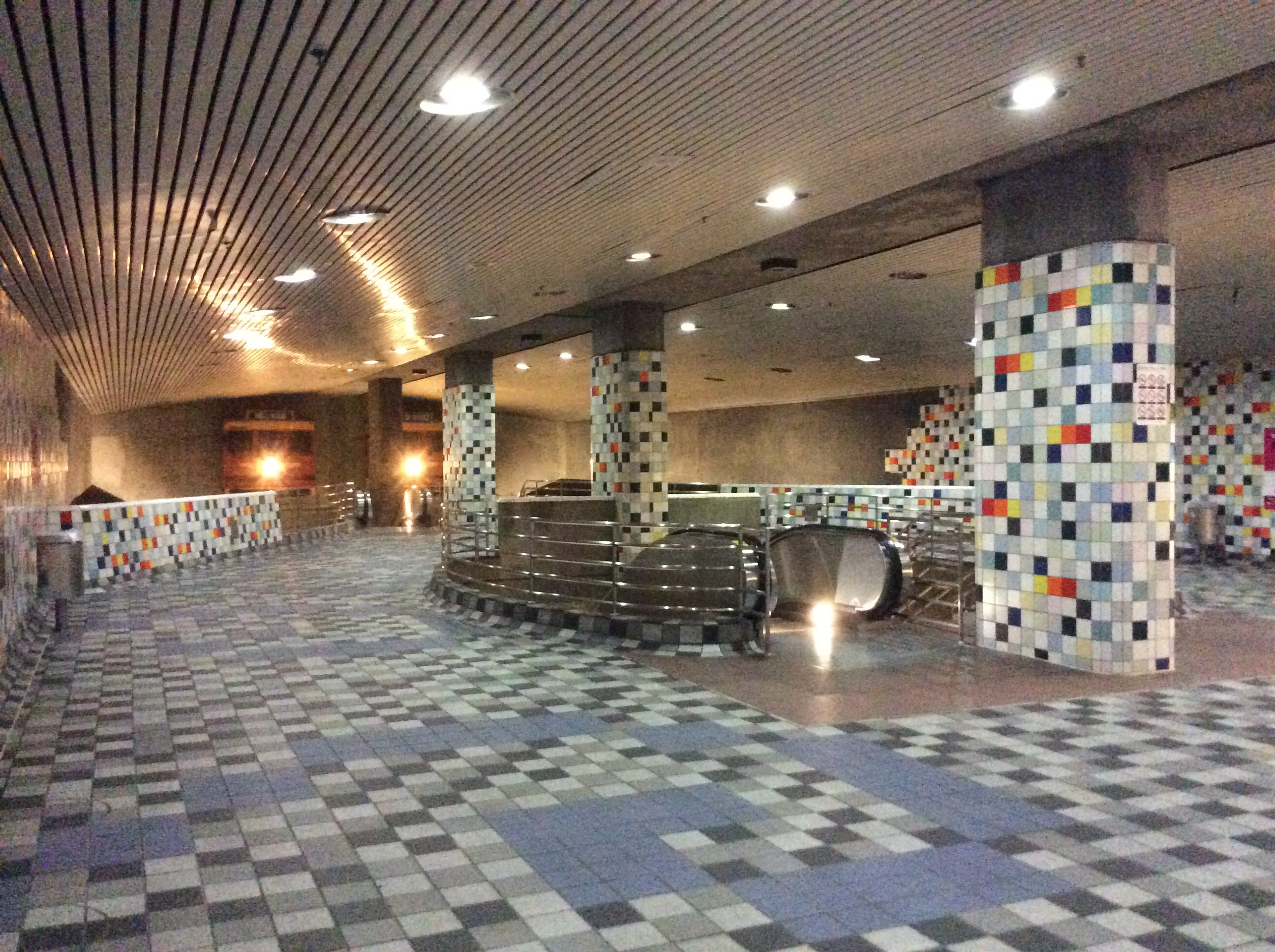
Premier étage de la station.

### Desserte
Hollywood/Western est desservie par les rames de la ligne B du métro.

### Intermodalité
La station est desservie par les lignes d'autobus 180, 181, 207, 217, 757 et 780 de Metro.

## Architecture et œuvres d'art
La station propose, comme sur l'ensemble du réseau métropolitain angelin, une installation artistique ; ici, il s'agit d'une œuvre signée par l'artiste May Sun.